# Amtsberg
Amtsberg är en kommun och ort i Landkreis Erzgebirgskreis i förbundslandet Sachsen i Tyskland. Kommunen har cirka 3 600 invånare.